# Fenilacetilene
Il fenilacetilene, o etinilbenzene, è un alchino aromatico avente formula semistrutturale C6H5−C≡CH o anche Ph−C≡CH. Deriva formalmente dal benzene per sostituzione di un atomo di idrogeno con un gruppo etinile; può altresì essere considerato come una molecola di acetilene in cui un H è sostituito con un gruppo fenile; in ogni caso, il triplo legame è adiacente all'anello benzenico. 

## Proprietà e struttura molecolare
A temperatura ambiente appare come un liquido infiammabile, incolore, viscoso, dall'odore dolce e praticamente insolubile in acqua. È miscibile con alcool ed etere, è solubile in acetone, ma poco in cloroformio. Come per gli idrocarburi aromatici o acetilenici, il fenilacetilene è un composto endotermico, ΔHƒ° = +284,3 kJ/mol.
Nella molecola del fenilacetilene i carboni dell'anello benzenico, aromatico, sono ibridati sp2, mentre i due C acetilenici, che formano tra loro un legame triplo, sono ibridati sp. Dato che il triplo legame è adiacente al all'anello benzenico, tra di essi ci sono interazioni: tra gli orbitali p nell'anello benzenico e quelli nel legame triplo c'è coniugazione. Questa genera strutture di risonanza in aggiunta a quelle dell'anello aromatico, anche se in ogni caso con separazione di carica e pertanto con peso poco rilevante, ma che tuttavia in piccola misura stabilizzano l'intera molecola. Questa infatti non ha l'instabilità dell'acetilene.
Tuttavia, pur essendo il benzene e l'acetilene molecole apolari per simmetria, la loro combinazione nel fenilacetilene genera una molecola polare, il momento di dipolo risultante è μ = 0,66 D. Questo si collega anche al fatto che il carbonio sp è alquanto più elettronegativo del carbonio sp2, dato il maggior carattere s degli orbitali ibridi sp rispetto agli sp2 (50% contro 33,3%). Il fenilacetilene può  essere deprotonato da basi forti. La stabilizzazione della carica negativa della base coniugata (PhCC−) è favorita da questa maggiore elettronegatività (effetto induttivo -I) e dalla delocalizzazione della carica sull'anello benzenico. Il risultato è che il fenilacetilene ha una forza acida anche un po' maggiore rispetto al t-butilacetilene, nel quale il triplo legame non è coniugato.

### Dati strutturali
La molecola del fenilacetilene è planare, con simmetria molecolare C2v. Da indagini di spettroscopia roto-vibrazionale in fase gassosa nella regione delle microonde è stato possibile dedurre i parametri della struttura molecolare del fenilacetilene, quali lunghezze (r) e angoli di legame (∠); alcuni dei dati salienti sono riportati di seguito. La numerazione adottata parte dal C dell'anello (C1) unito al C acetilenico (C7) e prosegue all'interno dell'anello; il C acetilenico successivo è il C8; gli idrogeni hanno lo stesso numero dei carboni ai quali sono uniti.
r(C2−H2) = 108,18 pm; r(C3−H3) = 108,11 pm; r(C4−H4) = 107,95 pm; r(C8−H8) = 105,44 pm;
r(C1−C2) = 139,88 pm; r(C2−C3) = 138,91 pm; r(C3−C4) = 139,60 pm; r(C1−C7) = 143,45 pm; r(C7−C8) = 120,75 pm;
∠(C2C1C6) = 119,43°; ∠(C1C2C3) = 120,27°; ∠(C2C3C4) = 120,12°; ∠(C3C4C5) = 119,79°; ∠(C1C2H2) = 119,34°; ∠(C4C3H3) = 119,93°.
Nell'anello, i legami C-H hanno lunghezza praticamente uguale al valore nel benzene (108,4 pm);  i legami C-C sono molto simili tra loro e quasi uguale al valore nel benzene (139,7 pm);  il legame C1-C2 e quello C3-C4 appaiono lievissimamente più lunghi del legame C2-C3 e questo potrebbe essere dovuto alla coniugazione dell'anello con il legame π esterno, come accade anche nello stirene. Nella parte acetilenica, il C-H è vicinissimo a quello nell'acetilene (106,3 pm); il triplo legame C-C è vicinissimo a quello nell'acetilene (120,3 pm).

## Sintesi
Il fenilacetilene può essere sintetizzato con un'eliminazione di HBr dal β-bromostirene per reazione con l'idrossido di potassio in ambiente riscaldato a 200 °C:
Ph−CH=CH−Br + KOH   →   Ph−C≡CH + KBr
Un secondo metodo per ottenere il fenilacetilene è per trattamento dell'1,2-dibromo-1-feniletano (ottenibile per bromurazione dello stirene) con sodio metallico in ammoniaca liquida; l'ammoniuro di sodio che così si forma è una base più forte degli idrossidi alcalini ed è capace di effettuare una doppia β-eliminazione (meccanismo E2) di HBr per dare il fenilacetilene:
Ph−CH(Br)-CH2−Br + 2 Na   →   Ph−C≡CH + 2 NaBr
Un altro metodo di sintesi parte dall'acido fenilpropiolico che, riscaldato in ambiente basico, subisce decarbossilazione:
Ph−C≡C−COOH   →   Ph−C≡CH + CO2↑

## Reattività
Il fenilacetilene è un alchino terminale e, come tale, ha un idrogeno acido; il pKa del Ph-C≡CH è 23,2 (estrapolato) e quindi è anche più forte come acido dell'acetilene stesso (pKa = 25). L'anione fenilacetiluro, come l'acetiluro, può quindi essere ottenuto facilmente in ambiente basico e formare fenilacetiluri metallici; può anche addizionarsi facilmente al carbonio carbonilico (Addizione nucleofila al carbonile). In particolare, il fenilacetilene può dare la reazione di Mannich con la formaldeide e la dimetilammina:
Ph−C≡CH + H2C=O + HN(CH3)2   →    Ph-C≡C-CH2-N(CH3)2 + H2O
Trattato con acido solforico diluito somma una molecola di acqua per dare l'acetofenone:
Ph−C≡CH + H2O   →   Ph−CO−CH3
Il fenilacetilene reagisce con ammine secondarie H-NR2 in soluzione di benzene con l'ossigeno molecolare, in presenza di acetato di rame(II) come catalizzatore, per dare inammine:
Ph−C≡CH + H-NR2 + ½ O2   →   Ph−C≡C−NR2 + H2O
La bromurazione del fenilacetilene non segue un meccanismo stereospecifico e porta a una miscela di cis- e trans-dibromostirene:
Ph−C≡CH + Br2   →    Ph−CBr=CHBr (cis + trans)
Il fenilacetilene può essere ridotto per idrogenazione del triplo legame carbonio-carbonio. La reazione può dare come prodotti lo stirene o l'etilbenzene per reazione completa di una mole di fenilacetilene con rispettivamente una mole e due moli di idrogeno molecolare:
Ph−C≡CH + H2   →   Ph−CH=CH2
Ph−C≡CH + 2 H2   →   Ph−CH2−CH3
ll fenilacetilene inoltre, in opportune condizioni, può dimerizzare formando un idrocarburo con un legame doppio e un legame triplo (un alchenino), l'1,4-difenilbut-1-en-3-ino. Il fenilacetilene deve essere riscaldato a 145 °C in ambiente anidro ad atmosfera di argon ed in presenza di FeCl3, toluene, KOtBu e DMEDA:
2 Ph−C≡CH   →   Ph−CH=CH−C≡C−Ph
Il dimero presenta nella struttura un doppio legame carbonio-carbonio, ciò conferisce alla molecola la proprietà di esistere in due distinti isomeri: una forma  cis ed una trans.